# Nils Teixeira
Nils Teixeira (Bonn, 10 luglio 1990) è un calciatore tedesco di origini portoghesi, difensore dell'Eintracht Hohkeppel.

## Caratteristiche tecniche
È un terzino destro.

## Palmarès

### Club

#### Competizioni nazionali
- 3. Liga: 1

Dinamo Dresda: 2015-2016
- Coppa di Cipro: 1

AEL Limassol: 2018-2019